# Dennis González Boneu
Dennis González Boneu (Rubí, 11 maggio 2004) è un nuotatore artistico spagnolo.

## Palmarès
- Mondiali

Fukuoka 2023: oro nel solo libero, argento nel duo misto tecnico
Doha 2024: argento nel solo libero e nel duo misto libero
Singapore 2025: oro nel duo misto libero, argento nel solo tecnico e nel duo misto tecnico, bronzo nella gara a squadre (programma libero) e nel libero combinato.
- Europei

Belgrado 2024: oro nel solo tecnico, nel duo misto libero e nel duo misto tecnico
Funchal 2025: oro nel duo misto tecnico, nel duo misto libero e nella gara a squadre (programma libero), bronzo nel solo tecnico e nella gara a squadre (programma acrobatico)
- Giochi europei

Cracovia 2023: oro nel duo misto libero, argento nel duo misto tecnico

### Coppa del Mondo
- 25 podi:
  - 16 vittorie (11 nel duo, 3 nella gara individuale e 2 nella gara a squadre)
  - 6 secondi posti (3 nella gara individuale, 2 nel duo e 1 nella gara a squadre)
  - 3 terzi posti (1 nella gara individuale, 1 nel duo e 1 nella gara a squadre)

#### Coppa del mondo - vittorie
| Data           | Luogo       | Paese    | Disciplina     |
| -------------- | ----------- | -------- | -------------- |
| 16 marzo 2023  | Markham     | Canada   | Solo tecnico   |
| 18 marzo 2023  | Markham     | Canada   | Duo libero Mx  |
| 6 maggio 2023  | Montpellier | Francia  | Solo tecnico   |
| 31 maggio 2024 | Markham     | Canada   | Duo tecnico Mx |
| 2 giugno 2024  | Markham     | Canada   | Duo libero Mx  |
| 5 luglio 2024  | Budapest    | Ungheria | Duo tecnico Mx |
| 5 luglio 2024  | Budapest    | Ungheria | Solo tecnico   |
| 6 luglio 2024  | Budapest    | Ungheria | Duo libero Mx  |
| 11 aprile 2025 | Soma Bay    | Egitto   | Team libero    |
| 12 aprile 2025 | Soma Bay    | Egitto   | Duo tecnico Mx |
| 13 aprile 2025 | Soma Bay    | Egitto   | Duo libero Mx  |
| 1 maggio 2025  | Markham     | Canada   | Duo tecnico Mx |
| 2 maggio 2025  | Markham     | Canada   | Team libero    |
| 3 maggio 2025  | Markham     | Canada   | Duo libero Mx  |
| 14 giugno 2025 | Xi'an       | Cina     | Duo tecnico Mx |
| 15 giugno 2025 | Xi'an       | Cina     | Duo libero Mx  |

## Riconoscimenti
- Atleta dell'anno World Aquatics: 2023
- European Aquatics Award: 2023[1]